# 高东璐
高东璐（1954年3月—），河北霸州人。中国人民解放军中将。

## 生平
1972年入伍。历任战士、文书、排长、连政治指导员，师政治部宣传科干事、副科长，北京军区司令部办公室秘书一处团职秘书、北京军区政治部组织部组织处处长、干部部副部长、部长。2001年12月，接替李德顺任陆军第六十五集团军政治部主任。2003年12月，任北京军区装备部副部长。2005年12月，任陆军第六十五集团军政委。2009年12月，任北京卫戍区政委。2014年3月，兼任中共北京市委常委。2014年12月，任北京军区副政委。2015年12月，任军事科学院副政委、纪委书记。
2003年7月，晋升少将军衔。2011年7月，晋升中将军衔。